# Belus Ferenc
Belus Ferenc (Bobró, 1830. október 3. – Kalocsa, 1873. augusztus 15.) Jezsuita rendi szerzetes.

## Élete
Az esztergomi növendékpapok közé felvétetvén a pesti papnevelő intézetbe küldetett és itt az egyetemen teológiai baccalaureatust nyert. Áldozópappá szenteltetvén, rövid segédlelkészkedés után a nagyszombati érseki főgimnáziumban a görög irodalmat tanította. 1856. augusztus 31. a Jézus társaságába lépett. Az 1860-ban megnyilt kalocsai érseki főgimnáziumban a hitszónoki nyelvtan, retorika, poétika, természettan, matematika, német- és magyar irodalom tanára volt. görög és latin nyelveken kívül arabul, héberül, németül, franciául, olaszul, szlovákul, csehül és lengyelül is tudott.
Az 1873-as kolerajárvány idején a betegeket ápolta. Egy alkalommal, amikor kiesett a szent ostya az egyik haldokló szájából, az eucharisztia iránti tisztelete gyanánt magához vette, viszont ezáltal ő is elkapta a betegséget. Amikor kiderült, hogy menthetetlen, egy társával együtt Te Deumot imádkozott.

## Munkái
- Szent énekfüzér a kalocsai gymnasiumi ifjuság használatára. Kalocsa, 1867 (ebben több énekre szöveget s dallamot is készített)
- Áhitatossági szent füzér, a róm. kath. gymn. ifjuság használatára. Uo. 1873 (2. kiadás, 1878, 3. bőv. k. 1883, Uo.)

Kéziratban maradt A japáni vértanúk című színműve.
Irodalmi működését a Katolické Noviny szlovák lapban kezdte meg értekezésekkel (Jézus szent szivéről) és költeményekkel. Latinul is verselt.